# 今川氏兼
今川 氏兼（いまがわ うじかね）は、南北朝時代から室町時代初期の武将。源姓蒲原氏の祖となる。

## 略歴
- 元徳元年（1329年）前後、今川範国の三男として生まれる。
- 建武3年（1336年）、吉良満義から三河須美保政所職をうける。
- 建武5年（1338年）、吉良貞義から三河国幡豆郡吉良西条、今川、一色のうちで、今川常氏と父・範国の旧領を宛行われ、所領とする。
- 貞治3年（1364年）、京都に於いて父・範国の名代として越後守奉書を発するなどの補佐を行う。
- 応安3年（1370年）、管領細川頼之に従い、河内国において戦功があり、将軍足利義満より遠江山梨郷を賜り、越後守護代に補される。

- 兄・貞世が九州探題となり、氏兼も兄に従って九州に赴き、兄を援けて九州南朝方の菊池勢と戦い、応安7年（1374年）京都に帰陣。
- 応永3年（1396年）、直世と改名する。
- 応永5年（1398年）前後、蒲原にて没す。

蒲原氏への名乗りについては、氏兼が九州に赴く際には蒲原氏を名乗っていたという記録（『水江臣記』（みずがえしんき）に係る「多久諸家系図」）もあるが、氏兼の孫の氏頼が永享4年（1432年）将軍足利義教の富士遊覧の際、その警固を務めた功により駿河国蒲原城と蒲原庄を氏頼に賜り、その時に今川氏を改め蒲原氏を名乗ったとも云われており、定かではない。